# Kulturna revolucija
Velika proletarska kulturna revolucija (krajše kulturna revolucija) je bilo nasilno množično družbeno-politično gibanje v Ljudski republiki Kitajski od leta 1966 do smrti Maa Cetunga leta 1976. Revolucijo je izvedel kitajski komunistični voditelj Mao Cetung, predsednik Kitajske komunistične partije (KPK) in ustanovitelj Ljudske republike Kitajske (LRK), njen navedeni cilj pa je bil ohraniti kitajski komunizem z odstranitvijo ostankov kapitalističnih in tradicionalnih prvin iz kitajske družbe ter ponovno uveljaviti misel Mao Cetunga (zunaj Kitajske poznano kot maoizem) kot prevladujočo ideologijo v LRK. Revolucija je zaznamovala Maovo vrnitev na osrednji položaj moči na Kitajskem po obdobju manj radikalnega vodstva, da si je opomogel od neuspehov velikega preskoka, ki je povzročil veliko kitajsko lakoto le pet let pred tem. 
Ko je maja 1966 s pomočjo skupine Cultural Revolution Group sprožil gibanje, je Mao kmalu pozval mlade, naj »bombardirajo štab«, in razglasil, da je »upor upravičen«. Da bi odstranil svoje tekmece znotraj KPK ter v šolah, tovarnah in vladnih institucijah, je Mao obtožil, da so se meščanski elementi infiltrirali v vlado in družbo z namenom obnovitve kapitalizma. Vztrajal je, da je treba revizioniste odstraniti z nasilnim razrednim bojem, nakar so se kitajska mladina, pa tudi mestni delavci, odzvali z oblikovanjem Rdeče garde in »uporniških skupin« po državi. Začeli so redno organizirati bojne seje in prevzeli oblast od lokalnih vlad in vej KPK, sčasoma pa leta 1967 ustanovili revolucionarne odbore. Skupine so se pogosto razdelile v rivalske frakcije, vendar so postale vpletene v nasilne boje (poenostavljena kitajščina: 武斗 ; tradicionalna kitajščina: 武鬥; pinjin: wǔdòu), kamor je bilo treba poslati Ljudsko osvobodilno vojsko, da bi vzpostavila red. 
Ko je izbor Maovih izrekov zbral v Malo rdečo knjigo, ki je postala sveto besedilo za Maov kult osebnosti, je bil Lin Biao, podpredsednik kitajske komunistične stranke, vpisan v ustavo kot Maov naslednik. Mao je leta 1969 razglasil konec revolucije, vendar je aktivna faza revolucije trajala vsaj do konca leta 1971, ko je bil Lin Biao obtožen neuspešnega udara proti Mau, ta pa je nato pobegnil in umrl v letalski nesreči. Leta 1972 je na oblast prišla Tolpa štirih, kulturna revolucija pa se je nadaljevala do Maove smrti in aretacije Tolpe štirih leta 1976. 
Kulturno revolucijo je zaznamovalo veliko nasilje, povzročila pa je tudi veliko škodo kitajskemu gospodarstvu in tradicionalni kulturi, pri čemer je bilo ocenjeno število smrtnih žrtev od sto tisoč do 20 milijonov. Začenši z Rdečim avgustom v Pekingu so se po celinski Kitajski zgodili veliki množični poboji, vključno z pokolom v Guangxiju, v katerem se je zgodil tudi množičen kanibalizem; incident v Notranji Mongoliji; pokol v Guangdongu; poboji v Yunanu; in poboji v Hunanu. Rdeča garda je uničevala zgodovinske relikvije in artefakte ter razpadala kulturna in verska mesta. Leta 1975 se je zgodila porušitev jezu Banqiao, ena največjih tehnoloških katastrof na svetu. Medtem je bilo na desetine milijonov ljudi preganjanih: visoki uradniki, predvsem kitajski politik Liu Shaoqi, skupaj z Dengom Šjaoping, Pengom Dehuaijem in Hejom Longom, so bili izgnani, veliko pa so jih komunisti tudi pobili; milijone jih je trpelo javno ponižanje, zapor, mučenje, prisilno težko delo, zaseg premoženja in včasih usmrtitev ali siljenje v storitev samomora; intelektualci so veljali za "smrdljive stare devetke" in so bili zelo preganjani - pomembni učenjaki in znanstveniki, kot so Lao She, Fu Lei, Yao Tongbin in Zhao Jiuzhang, so bili ubiti ali sami storili samomor. Šole in univerze so bile zaprte, sprejemni izpiti so bili odpovedani. Več kot 10 milijonov urbanih intelektualnih mladih je bilo poslanih na podeželje v gibanju Down to the Countryside. 
Leta 1978 je takratni kitajski voditelj Deng Šjaoping postal novi, najpomembnejši vodja Kitajske in ustvaril program "Boluan Fanzheng", ki je popolnoma odpravil politično ideologijo maoizem, povezano s kulturno revolucijo, in državo vrnil v red. Deng je nato začel novo fazo Kitajske z začetkom zgodovinskega programa reform in odpiranja. Leta 1981 je KPK razglasila in priznala, da je bila kulturna revolucija napačna in da je bila odgovorna za najhujše trpljenje, ki jo je utrpelo ljudstvo, država in stranka od ustanovitve Ljudske republike Kitajske. V sodobni Kitajski obstajajo različni pogledi na kulturno revolucijo. Nekateri obdobje kulturne revolucije imenujejo "deset let kaosa".

## Ozadje
Po neuspehu velikega preskoka naprej in na milijone smrtnih žrtev v katastrofalni kitajski lakoti, je bila politika kitajskega predsednika Maa Cetunga zelo kritizirana in Mao je po konferenci sedem tisoč kadrov leta 1962 prepustil prihodnje politične odgovornosti Liu Shaoqiju in Deng Šjaopingu, čeprav je uradno ostal tako predsednik partije kot tudi države.
Prvi namig, da Mao nima namena sprejeti sprememb vladne oblasti, je prišel leta 1962, na 10. zasedanju Centralnega komiteja. Svoje nasprotnike je posredno napadel z opozorili pred morebitnimi zdrsi v revizionizem (primer Nikite Hruščova). Poudaril je tudi dejstvo, da razvoj razrednega boja ne bi smel biti podrejen gospodarstvu: zaradi tega je izboljšave, ki jih je prinesel proces ekonomskega prilagajanja, do katerega je prišlo po njegovem izgonu z oblasti, nasprotoval boju razreda z ustanovitvijo Gibanja za socialistično izobraževanje. Navidezni cilj tega gibanja je bil ponovna oživitev duha in kakovosti partijskih kadrov in voditeljev, pravi cilj pa je bil pripraviti pogoje za ponovno pridobitev dejanske oblasti. 
Gibanje je sprožilo pobude, namenjene nasprotovanju ustanovitelju Mau nenaklonjenim kadrom, sprva na prikrit način, ki so mu pripisovali odgovornost za korupcijo, zapravljanje in špekulacije ter napake (ekonomske, politične, ideološke ali menedžerske narave). Vedno pogosteje, zlasti od leta 1963, so ekipe gibanja ostajale na kraju samem in podpirale zahteve revnih kmetov ter novačile nove člane med slednjimi in jih mobilizirale v sejah boja in obtožb proti voditeljem, ki so nasprotovali Mau. Zaskrbljenost zaradi sprememb znotraj gibanja je izpostavil tudi Mao leta 1963 v Prvi odločitvi v desetih točkah. Leta 1964 so se z Dokumentom v 23 točkah cilji gibanja močno spremenili, saj so tedaj ciljali na odkrito obsodbo voditeljev partijske linije, ki so nasprotovali Mau, obtoženih, da so ubrali pot kapitalizma. ESM je kmalu prešel s poročanja o slabem upravljanju, korupciji in zatiralskem odnosu k zelo nasilnim represivnim metodam. 

## Sprožitev in potek kulturne revolucije

### Začetno obdobje (1966—1969)
Prve manifestacije novega poteka dogodkov so se zgodile na kulturni ravni: zgodovinska drama iz leta 1965 Wu Hana Odstranitev Hai Ruija je postala pretveza za kritiko stališč, ki niso bile Maova misel, ki so jo njegovi privrženci opredelili kot "revizionistično": po dveh kritikah zadevnega besedila je prišlo do prvega poročila, ki je potrdilo obstoj buržoaznih teženj, a pozvalo k preudarnosti in zadrževanju razprave v čisto akademskem kontekstu.
Kasneje so skupine v tesnem sodelovanju z Maom pripravile drugo poročilo, ki je radikaliziralo razmere z ideološkega in političnega vidika ter jih pozvalo, naj okrepijo boj, opredeljen kot "razredni boj", ki so ga morali njihovi podporniki izvesti proti nasprotnikom KPK. Leta 1966 je bila odobrena "Okrožnica z dne 16. maja" (datum, ki se od takrat naprej običajno priznava kot začetek kulturne revolucije), v kateri je bilo objavljeno prvo poročilo (tisto iz februarja) ostro kritizirano in povabljeno k "razkritju" »reakcionarne ali buržoazne težnje« oblasti, ki so nasprotovale partiji in socializmu, odgovorne pa so opisovale kot predstavnike buržoazije, infiltrirane v institucije. Takrat sta se Liu Shaoqi in Deng Šjaoping (na vrhu partije zaradi Maove začasne odsotnosti) odločila poslati politične delovne skupine, pri čemer sta naletela na odpor številnih študentov. Po izvedenih represivnih ukrepih je bilo nekaj učiteljev in učencev označenih za protirevolucionarje. V Pekingu je Mao Cetung likvidiral ekipe, ki sta jih poslala Liu Shaoqi in Deng Šjaoping; nato sta se odločila poslati nove delovne skupine, vendar tokrat v podporo uporniškim študentom. Mladi revolucionarji niso zmogli brez uporabe oblik fizičnega in psihičnega nasilja. Bile so različne avtonomne skupine, ki so se včasih bojevale med seboj. V primeru odpora so se zatekli k fizičnim obračunom, tudi oboroženim.
5. avgusta je bil potrjen Sklep Centralnega komiteja o veliki proletarski kulturni revoluciji, kjer je Mao izdal slogan, ki naj bi postal simbol kulturne revolucije, "Razbombardirajmo štab" ("炮打司令部!" S, "pàodǎ sīlìngbù!"), ki je študente vabil k nasilnemu napadu na nasprotno frakcijo partije, kar je vodilo do znatnega preobrata v vodstvu partije. Maova metodologija je bila kasneje zabeležena v tako imenovani "Mali rdeči knjigi", ki je vsebovala antologijo njegovih citatov, uporabljenih za propagando v Ljudski osvobodilni vojski. V tej knjižici je Mao zagotovil osnovno ideologijo za udarec po svojih nasprotnikih, tako da je povabil svoje privržence, naj udarijo po "protislovjih znotraj ljudstva in partije" z izjavo, da se proces heglovske dialektike (teza-antiteza-sinteza) ne sme končati z prevzema oblasti s strani komunistov, a se še naprej nenehno izogibati buržoaznim pojavom, ki jih je obtoževal tiste, ki so ga marginalizirali. Ustvarjalec in urednik prve izdaje je bil Lin Bjao (林彪), ki je podpiral Maa, dokler ni izginil v skrivnostnih okoliščinah in bil obtožen veleizdaje. 
Glavni povzročitelji škode in izgub, ki jih je utrpela Kitajska, je bila Rdeča garda, ki se je razvijala od leta 1966. Rdeča garda, kateri člani so bili podporniki Maa, je razvrstila nasprotnike na podlagi razredov in jih imenovala "pet črnih kategorij" (vključno z vstavili intelektualci). Dobili so odobritev Maa in Centralne skupine za kulturno revolucijo ter se razširili na tisoče skupin. Rdeča garda je svoje vedenje opravičevala za ideološko, češ da želi izbrisati tisto, kar so imenovali staro štiri (stare ideje, stara kultura, stare navade in stara vedenja). Uporabljene metode so bile pogosto izjemno nasilne, spremljale pa so jih osebne motivacije in povračilni ukrepi proti diskriminaciji, ki so jo utrpeli v preteklosti. Stopnjevanje spopadov se je nadaljevalo do pomladi 1967, ko se je Mao medtem vrnil k polnim pooblastilom in se odločil, da se bo zoperstavil stanju globoke nestabilnosti, ki ji je bil sam naklonjen in je ni več potreboval. Pri tej nalogi mu je pomagala EPL (Ljudska osvobodilna vojska), ki je začela vzpostavljati red z zatiranjem najbolj radikalne rdeče garde in neposrednim upravljanjem množičnih organizacij.
Demobilizacija Rdeče garde se je začela spomladi 1968 in končala aprila 1969. Več kot štiri milijone študentov, kot se je že zgodilo mnogim kadrom in partijskim voditeljem, so poslali na podeželje na prisilno delo (v koncentracijska taborišča Laogai), kar velja za idealno metodo za tako imenovano njihovo "prevzgojo". Leta 1969 so bile delovne enote in vsi birokratski centri upravljanja pravzaprav zaupani trojnemu predstavništvu: Kitajski komunistični partiji, aktivistom "Rdeče garde" in Ljudski osvobodilni vojski, ki se je tako znašla v položaju stabilnosti. 

### Obdobje Lina Baa (1969—1971)
Maršal Lin Biao je bil ustavno potrjen kot Maov naslednik konec leta 1969. Zaradi kitajsko-sovjetskega spora in konflikta v Zhēnbǎo Dǎo sta Lin Biao in Ljudska osvobodilna vojska v tej fazi pridobila podporo na pomenu in moči. Po uradnih virih so Linovi podporniki načrtovali uporabo vojaške moči za odstavitev Maa z državnim udarom. Vendar državni udar ni uspel. Po uradnih podatkih so 13. septembra 1971 Lin Biao, njegova družina in osebje poskušali pobegniti v Sovjetsko zvezo, da bi zaprosili za azil. Med begom je Linovo letalo strmoglavilo v Mongoliji in so v nesreči vsi umrli na krovu.

### Tolpa štirih (1972—1976)
Kulturna revolucija se je nadaljevala, ko je po smrti Lina Biaua na oblast prišla Tolpa štirih. Skupina je vključevala Džang Čing, ki je bila žena Maa Cetunga. Politična gibanja, kot je "Kritizirajmo Lina Biaa, kritizirajmo Konfucijo", so potekala po vsej državi in povzročila ogromno škode in zelo veliko smrtnih žrtev. 

## Dejavnosti v kulturni revoluciji

### Množični poboji in javne usmrtitve
Med kulturno revolucijo so se po celi Kitajski izvajali tako množični poboji in javne usmrtitve kot tudi pokoli. Te poboje so večinoma vodili in organizirali lokalni revolucionarni komiteji, podružnice komunistične partije, milica in celo vojska. Večina žrtev pokolov je bila pripadnikov petih temnopoltih kategorij ter njihovih sorodnikov ali članov »uporniških skupin (造反 派)«. Poleg pobojev so potekala tudi druga grozodejstva. Maova tolpa štirih je preganjala tudi profesorje, intelektualce, zmerne politike, umetnike, pisatelje in mnogokrat so obračuni z njimi potekali na javnih srečanjih, kjer so žrtve javno poniževali in jih sistematično mučili. Na stotine so jih tudi javno usmrtili. Kitajska komunistična propaganda pa je pozivala mladino k uničevanju verskih in arhitekturnih objektov. Kitajski učenjaki so ocenili, da je v pobojih, ki so jih izvajali komunisti med kulturno revolucijo, umrlo najmanj 300.000 ljudi.

### Število žrtev
Skupno število smrtnih žrtev v kulturni revoluciji še ni natančno opredeljeno, ocene zgodovinarjev pa se gibljejo med 400.000 in 20 milijoni žrtev. Natančno število tistih, ki so bili preganjani ali, ki so umrli med kulturno revolucijo, pa morda ne bo nikoli znano, saj o številnih žrtvah, ki so umrli, niso poročali ali pa so jih policija ali lokalne oblasti namerno prikrile.

### Religija v kulturni revoluciji
V času kulturne revolucije so komunisti brutalno zatirali religijo. Verski običaji so bili strogo prepovedani in tiste, ki so vztrajali pri njihovem izvajanju, pa so aretirali, zaprli in največkrat tudi usmrtili. Verske objekte so zaprli in jih veliko tudi porušili. Veliko tistih objektov, ki so jih samo zaprli, pa so kljub temu utrpeli veliko škodo zaradi namernega uničevanja.

### Vpliv kulturne revolucije po svetu
V obdobju kitajske kulturne revolucije so v mnogih drugih državah potekali vzporedni mladinski dogodki, katerih cilj je bil prenova političnih in intelektualnih razredov ter ponovna vzpostavitev družbenih struktur, ki niso več odražale potek časa. Med kulturno revolucijo sta Kitajska komunistična partija in sam Mao Cetung ponudila znatno pomoč Pol Potu in Rdečim Kmerom v Kambodži.Pod vplivom kitajskega velikega skoka naprej in kulturne revolucije so Rdeči Kmeri izvedli kamboški genocid (1975-1979), da bi Kambodžo v kratkem času preuredili v popolno komunistično družbo. Zaradi tega je v Kambodži umrlo več kot dva milijona ljudi.

## Konec kulturne revolucije in poznejši dogodki
9. septembra 1976 je Mao Cetung umrl. Po diktatorjevi smrti so tolpo štirih aretirali in do konca oktobra 1976 se je kulturna revolucija, po več kot desetih krvavih letih, končala. Leta 1978 je vodenje Kitajske prevzel Deng Šjaoping, kateri je ostro obsodil Maovo vladanje ter po zgledu Hruščove destalinizacije uvedel demaoizacijo, da bi popravil napake, ki jih je povzročila kulturna revolucija, s tem pa je Kitajsko popeljal v novo, uspešnejše obdobje. Pri tem je Deng sprejel v veliki meri manj zatiralsko politiko, ki jo je prej izvajal Mao.
Čeprav je Tolpa štirih nosila veliko odgovornosti za katastrofo v kulturni revoluciji, pa je največjo odgovornost za vso katastrofo nosil Mao Cetung. Kljub temu pa je bila vsa odgovornost za katastrofo, ki se je zgodila v kulturni revoluciji, pripisana samo članom Tolpe štirih, ker se je komunistična partija odločila ohraniti lik Maa, da bi se izognila težavam in delitvam, ki bi ogrozili notranjo stabilnost.
Tolpi štirih so zaradi zločinov proti človečnosti sodili. Džang Čing in Džang Čunčjao sta bila sprva obsojena na smrtno kazen, vendar je bila njuna kazen pozneje spremenjena v dosmrtno ječo. Yao Wenyun in Wag Hongwen pa sta bila obsojena na dvajset let zaporne kazni. Po njuni odsluženi kazni jima je bilo trajno prepovedano delovati v kitajski politiki. 
Reforme, ki jih je uvedel Deng, so vključevale tudi obnovo mest ter arhitekturskih in verskih objektov, ki so bili poškodovani v kulturni revoluciji in izpustitev več političnih nasprotnikov, ki so bili zaprti v kulturni revoluciji. Dovoljeno je bilo tudi več verskega izražanja, nadzor nad vsakdanjim življenjem ljudi pa se je nekoliko zmanjšal. 
Leta 1981 je kitajska komunistična partija pod Dengovim vodstvom uradno razglasila, da je bila kulturna revolucija napačna in da je bila odgovorna za najhujše trpljenje, ki ga je utrpelo ljudstvo, država in partija od svojega nastanka.